# Banastre Tarleton
Banastre Tarleton (Liverpool, 21 agosto 1754 – Leintwardine, 15 gennaio 1833) è stato un generale e politico britannico.

## Biografia
Primo baronetto, era il quarto di sette figli del mercante John Tarleton di Liverpool (1718 – 1773). Studiò all'University College di Oxford preparandosi per una carriera di avvocato. Nel 1773 ereditò una ingente cifra (5.000 sterline) per la morte del padre, sperperata in poco tempo.
Ufficiale dell'esercito britannico, combatté al comando di Charles Cornwallis nella guerra d'indipendenza americana, durante la quale partecipò alla battaglia dell'isola di Sullivan (28 giugno 1776). In una spedizione organizzata dal colonnello William Harcourt riuscì a catturare il generale nemico Charles Lee. Partecipò anche all'assedio di Charleston.

### La "Legione Britannica" di Tarleton
Tarleton divenne soprattutto famoso per la sua azione di comando di una unità militare, composta da fanti e dragoni lealisti, che divennero conosciuti come "Dragoni di Tarleton", "Razziatori di Tarleton" o "Dragoni verdi" a causa delle divise, ricoprì un ruolo importante nel teatro meridionale della guerra. Nacque nel luglio del 1778 a New York; il reggimento venne ricostituito con lealisti caledoniani, sotto il comando effettivo sul campo di Tarleton.
L'azione più famosa della Legione fu la Battaglia di Waxhaws, conclusasi con una netta affermazione inglese. Dalla metà del 1781 quest'unità fu tuttavia impiegata per compiere razzie nel sud-est della Virginia; nonostante queste non abbiano influito sull'esito della guerra, si conclusero tutte con risultati positivi.
I dragoni della contea di Bucks furono aggregati a questa unità nella campagna del 1780 prima di essere completamente assorbiti dalla stessa nel 1782. Il 7 marzo 1781 l'unità fu inserita nell'Establishment Americano, comando che raggruppava cinque reggimenti di volontari, come 5º Reggimento "Americano" passando poi all'Establishment Britannico il 25 dicembre 1782.
Tarleton comandò anche un'altra unità di cavalleria parallelamente alla Legione: il 17º Reggimento dragoni leggeri "Duca di Cambridge". Con questi si distinse soprattutto nella vittoria di Camden ma anche in altre battaglie del teatro meridionale.
Ebbe una relazione sentimentale con l'attrice teatrale Mary Robinson durata 15 anni, la donna ebbe un aborto ma i due non ebbero figli. Si sposò in seguito con Susan Bertie nel 1798, non ebbero figli. I suoi ritratti sono dovuti a Thomas Gainsborough e Joshua Reynolds.

## Filmografia
- Il patriota, film in cui Banastre Tarleton ha ispirato il personaggio del colonnello William Tavington[2].